# Kurt Eydam
Kurt Eydam (* 28. August 1905 in Limbach, Kreis Chemnitz; † 12. Oktober 1983) war ein deutscher Schlosser und Kommunist. Er war von 1954 bis 1971 Mitglied des Zentralkomitees der SED.

## Leben
Eydam erlernte nach dem Besuch der Volksschule den Beruf des Schlossers. Er wurde Mitglied des Metallarbeiterverbandes und des Arbeiter-Turn- und Sportbundes. Während des Zweiten Weltkrieges leistete er Kriegsdienst als Unteroffizier. Wegen Solidarität mit sowjetischen Kriegsgefangenen wurde er von den Nazis zur Verantwortung gezogen und inhaftiert.
Nach dem Krieg trat er 1945 in die SPD ein und wurde 1946 Mitglied der Sozialistischen Einheitspartei Deutschlands (SED). Für seine Leistungen bei der Entwicklung und Produktion von Werkzeugmaschinen wurde er zweimal als Aktivist ausgezeichnet. Im Oktober 1950 erhielt er im Kollektiv als Meister für Montage in der VVB Deutsche Niles-Werke in Siegmar-Schönau für die Konstruktion einer Großwälzfräsmaschine für Zahnräder den Nationalpreis der DDR II. Klasse für Wissenschaft und Technik.
Auf dem IV. Parteitag im April 1954 wurde er zum Mitglied des ZK der SED gewählt und behielt diese Funktion bis zum VIII. Parteitag im Juni 1971. Im Jahr 1959 wurde er mit dem Vaterländischen Verdienstorden in Bronze ausgezeichnet. Bis zum Eintritt in die Rente 1970 arbeitete er als Montagemeister im VEB Zahnschneidemaschinenfabrik „Modul“ in Karl-Marx-Stadt. Eydam war auch Mitglied der SED-Bezirksleitung und der SED-Stadtleitung Karl-Marx-Stadt. Nach dem Ausscheiden aus dem Arbeitsprozess wirkte er als Mitglied der Bezirkskommission für die Betreuung alter verdienter Parteimitglieder.
Eydam lebte zuletzt in Karl-Marx-Stadt und starb im Alter von 78 Jahren.